# Lilla Skarsjön
Lilla Skarsjön är en sjö i Uddevalla kommun i Bohuslän och ingår i Göta älv-Bäveåns kustområde. Sjön är 7,5 meter djup, har en yta på 0,0984 kvadratkilometer och är belägen 120,1 meter över havet. Sjön avvattnas av vattendraget Tjöstelsrödsbäcken. Vid provfiske har abborre och gädda fångats i sjön.

## Delavrinningsområde
Lilla Skarsjön ingår i det delavrinningsområde (646134-127328) som SMHI kallar för Mynnar i havet. Medelhöjden är 92 meter över havet och ytan är 6,72 kvadratkilometer. Det finns ett avrinningsområde uppströms, och räknas det in blir den ackumulerade arean 13,31 kvadratkilometer. Avrinningsområdets utflöde Tjöstelsrödsbäcken mynnar i havet. Avrinningsområdet består mestadels av skog (56 procent) och jordbruk (15 procent). Avrinningsområdet har 0,1 kvadratkilometer vattenytor vilket ger det en sjöprocent på 1,5 procent. Bebyggelsen i området täcker en yta av 1,08 kvadratkilometer eller 16 procent av avrinningsområdet.